# Zacco platypus
Zacco platypus is een straalvinnige vissensoort uit de familie van de eigenlijke karpers (Cyprinidae). De wetenschappelijke naam van de soort is voor het eerst geldig gepubliceerd in 1846 door Temminck en Schlegel. Zij gaven er de naam Leuciscus platypus aan. De soort komt voor in Japan en Taiwan. Hij werd vrij algemeen aangetroffen in rivieren en stilstaande wateren. Volgens de auteurs werd hij zelden gegeten maar omwille van zijn kleuren vaak gebruikt als aquariumvis.